# リーガ・フィリピナス
リーガ・フィリピナス（Liga Pilipinas）は、フィリピンで行われていた男子バスケットボールリーグである。略称LP。

## 概略
2008年にSBPが主催するナショナル・バスケットボール・カンファレンス（NBC）とミンダナオ・ヴィサヤ・バスケットボール・アソシエーション（MVBA）が合併し発足された。
SBPが主催のため現在アジア選手権に参加するフィリピン代表はLPの若手が中心となっていた。
企業が主体となっているフィリピンプロバスケットボールリーグ（PBA）とは対照的に、LPは地域密着を掲げており、球団もまた地域名を冠していた。
2010-11シーズンを最後に解散。その後、フィリピンバスケットボールリーグとの統合を模索するも断念し、代わりにPBAデベロップメンタルリーグが結成された。

## 所属球団

### 北地区
- Baguio Victory
- Ilocos Sur Bravehearts
- Laguna Stallions
- Pampanga Buddies
- Quezon Red Oilers
- Tagaytay-Cavite Heroes
- Taguig Batang Global

### 南地区
- Cebu Niños
- Iloilo Mang Inasals
- Misamis Oriental Meteors
- Ozamiz Cottas
- Pagadian Explorers
- Zamboanga Amores

## 歴代優勝チーム
- 2008-09
  - Conference I : Cebu Niños